# Robert N. Clayton
Robert Norman Clayton (* 20. März 1930 in Hamilton (Ontario); † 30. Dezember 2017 in Michigan City, Indiana) war ein kanadisch-US-amerikanischer Geochemiker und Kosmochemiker.
Er studierte an der Queen’s University in Kingston in Ontario mit dem Bachelor-Abschluss 1951 und dem Master-Abschluss 1952 und wurde 1955 am Caltech in Chemie promoviert. Danach forschte er am Caltech, wurde 1956 Assistant Professor an der Pennsylvania State University und 1958 Assistant Professor und ab 1966 Professor an der University of Chicago sowohl in der Fakultät für Chemie als auch in den Geowissenschaften. Er war Enrico Fermi Distinguished Service Professor in Chicago.
Er befasste sich mit der Isotopenbestimmung in Meteoriten, um Hinweise auf Entstehung des Sonnensystems zu finden, und in Gesteinen von Erde und Planeten (Mars). Dabei benutzte er früh die Sekundärionen-Massenspektrometrie, deren Entwicklung auch an der Universität Chicago stattfand. Später arbeitete er mit dem Argonne National Laboratory, um mit fortgeschritteneren Techniken (Resonance Ionization Mass Spectrometry) das Isotopenverhältnis in Sternstaub aus dem Innern von Meteoriten zu analysieren, die direkte Hinweise auf die Nukleosynthese in Roten Riesen und Supernovae liefern.
2004 erhielt er die National Medal of Science, 1985 die Elliott Cresson Medal, 1980 den George P. Merrill Award, 1981 den V. M. Goldschmidt Award, 1982 die Leonard Medal der Meteoritical Society, 1976 die Exceptional Scientific Achievement Medal der NASA, den Award in Nuclear Chemistry der American Chemical Society, 1987 die William Bowie Medal, 1995 den Urey Award und 2009 die J. Lawrence Smith Medal. 1963 bis 1965 war er Sloan Research Fellow und 1963/64 Guggenheim Fellow. Er war Fellow der National Academy of Sciences, der American Academy of Arts and Sciences, der American Geophysical Union, der American Association for the Advancement of Science, der Royal Society, der Royal Society of Canada und der Meteoritical Society. 1990 wurde er Ehrendoktor der McMaster University.
Er war seit 1971 verheiratet und hatte eine Tochter.